# Tournedos-Bois-Hubert
Tournedos-Bois-Hubert là một xã thuộc tỉnh Eure trong vùng Normandie miền bắc nước Pháp.